# Delia carduiformis
Delia carduiformis este o specie de muște din genul Delia, familia Anthomyiidae. A fost descrisă pentru prima dată de Johann Andreas Schnabl în anul 1911. Conform Catalogue of Life specia Delia carduiformis nu are subspecii cunoscute.